# Saint-Aubin-en-Charollais
 Saint-Aubin-en-Charollais  es una población y comuna francesa, en la región de Borgoña, departamento de Saona y Loira, en el distrito de Charolles y cantón de Palinges.

## Demografía
| 508 | 491 | 430 | 350 | 349 | 384 |
| Para los censos de 1962 a 1999 la población legal corresponde a la población sin duplicidades (Fuente: INSEE [Consultar]) |     |     |     |     |     |